# NGC 3180
NGC 3180 је део галаксије (на пример сјајан HII регион) у сазвежђу Велики медвед која се налази на NGC листи објеката дубоког неба.
Деклинација објекта је + 41° 26' 57" а ректасцензија 10h 18m 10,7s. Привидна величина (магнитуда) објекта NGC 3180 износи 13,1. NGC 3180 је још познат и под ознакама HII in N 3184.